# Battaglia di Kraaipan
La battaglia di Kraaipan è uno scontro militare combattuto tra il 12 e il 13 ottobre 1899 fra le truppe dell'Impero britannico e l'esercito degli stati boeri; fu l'evento che diede origine alla Seconda guerra boera.

## Descrizione
Il 12 ottobre 1899 il presidente della Transvaal Paul Kruger, alleato con il governo dello Stato Libero d'Orange dichiarò guerra alla Gran Bretagna. Quella notte un commando di 800 uomini radunati a Potchefstroom e Lichtenburg comandati da Koos de la Rey attaccarono e catturarono una guarnigione britannica. Cronjé diede ordine di tagliare le linee del telegrafo e la ferrovia che andavano a Mafeking, assediandola lo stesso giorno.
Il treno militare "Mosquito", che trasportava 7 cannoni, fucili, munizioni e rifornimenti fu fatto deragliare consentendo ai boeri di conquistare tutti gli approvvigionamenti.